# Uranoscopus tosae
Uranoscopus tosae is een straalvinnige vissensoort uit de familie van sterrenkijkers (Uranoscopidae). De wetenschappelijke naam van de soort is voor het eerst geldig gepubliceerd in 1925 door Jordan & Hubbs.